# Pharo
Pharo 是一套开源Smalltalk程序开发平台。Pharo具备所谓现场编程的特性，例如实时操控对象，实时更新等。Pharo支持高级Web开发框架，例如Seaside。

## 简介

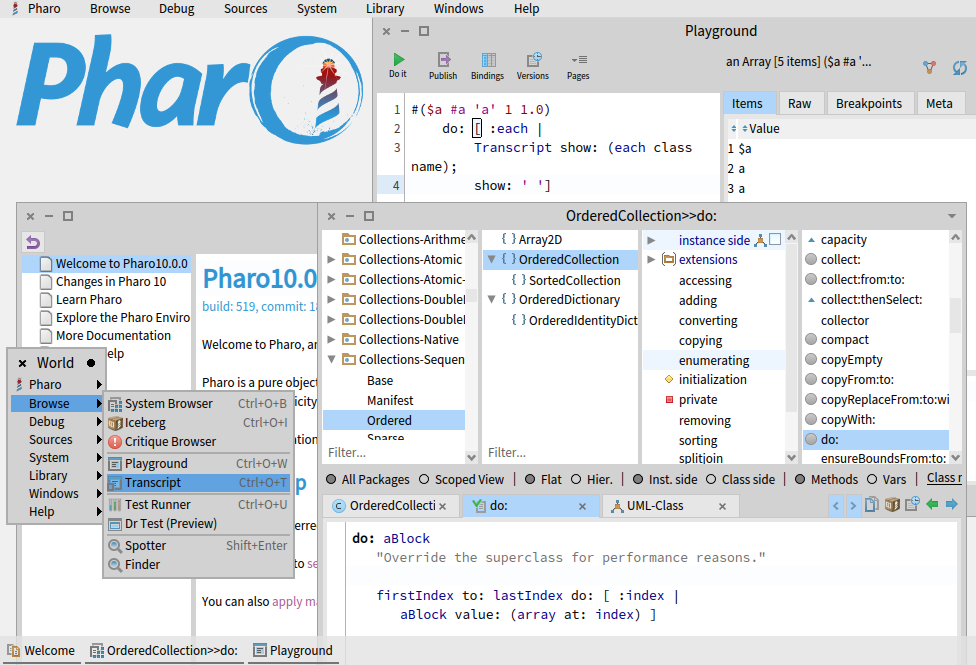
Pharo 10.0的截图

Pharo是在2008年3月从Squeak v3.9分叉而来:10。Pharo的英文名称源自希腊语（Φάρος），意为灯塔。事实上在其标志上的最后一个字母O里有一座灯塔。
作为Smalltalk平台，Pharo具备Smalltak的特点：
- 面向对象编程
- 立即对象身份切换
- 动态继承
- 对象作为方法
- 可选的绿色线程
- 可定制的元类
- 易于使用代理对象

它的虚拟机的特点：
- 具有JIT的多平台虚拟机，合并了分代垃圾回收器，ephemeron，转发器（forwarder）
- 快速对象枚举
- 容易的调用栈操纵
- AST元连接
- 相对较低的内存消耗
- 可定制的编译器
- 可选的完全的对象内存持久化
- 可恢复的异常
- 快速对象序列化

它的内建软件的特点：
- 已开发程序和开发环境的可选融合
- 现场对象检查

凭借Smalltalk与生具来的特点， Pharo最大的优势之一是在修改代码时不必全程编译。例如，在调试窗口里编辑一个方法或者创建一个方法后不需要重启进程。这就是所谓的“编辑、继续”，有别于在其他语言里常见的“编辑、编译然后运行”。

## 特征性语法

Pharo语法明信片

Pharo语法基于了具有一些扩展的Smalltalk-80语言语法。这些扩展在现代Smalltalk方言中是常见的。
- 用于动态数组的文字，指定数组内容在程序执行期间求值的表达式：

```
{
1
.
 
2
.
 
1
+
2
}

```

- 用于字节数组的文字，它只能用在0到255范围内的整数构成：

```
#
[
1
 
2
 
3
 
4
]

```

- 用于比例十进制数的文字，它是能够准确表示十进制分数的定点十进制数的表示法：

```
3.14
s2

```

- pragma。在Smalltalk-80中，pragma只用于原始方法。在Pharo中，它们是全功能的方法标注：

```
<
gtInspectorPresentationOrder:
 30>

```

- 在注释中的两个双引号，被被解释为作为这个注释内容一部份的一个单引号字符。

提供的Pharo语言语法是非常简单和极简主义的。基本语言元素通常可以体现在一张明信片上。它的文法被归类为LL(1)。
语言文法不直接指定代码应怎样存储在文件中。Pharo使用Tonel，作为其偏好的代码序列化格式。

## 历史
自Squeak衍生，Pharo旨在创建一个符合Smalltalk-80规范的开源Smalltak环境。它专注于现代软件工程和程序开发技术，而Squeak定位于教学。
| 版本 | 发行时间      | 主要特征                                           |
| ---- | ------------- | -------------------------------------------------- |
|      | 2008年3月16日 | 从Squeak环境分叉                                   |
| 1.0  | 2010年4月15日 | 真实的闭包，移除EToys和MVC                         |
| 1.1  | 2010年7月26日 | Cog JIT VM，设置框架                               |
| 1.2  | 2011年3月29日 | 新的Finder，新近变更工具，改进的Help，更好的theme  |
| 1.3  | 2011年8月     | Zinc，无头映像                                     |
| 1.4  | 2012年4月     | Ring元模型，更好的代码模拟器                       |
| 2.0  | 2013年3月18日 | 浏览器改进，QA工具，Fuel序列化器，更好的文件API    |
| 3.0  | 2014年4月     | 新的模块编译器（Opal）和调试器，续体               |
| 4.0  | 2015年4月     | GTools（Playground，Inspector，Spotter），槽模型   |
| 5.0  | 2016年5月     | Spur VM，UFFI，改进的反射性                        |
| 6.0  | 2017年6月6日  | 64-bit和Git支持                                    |
| 6.1  | 2017年7月24日 | 改进的Git支持                                      |
| 7.0  | 2019年1月22日 | 引导, 新的代码浏览器（Calypso）, 有状态的trait     |
| 8.0  | 2020年1月20日 | 改进的Git支持，测试，重构和Windows                 |
| 9.0  | 2021年7月15日 | GTK3支持，对象中心调试器和检查器，重构，官方ARM VM |
| 10.0 | 2022年4月5日  | 清理，模块化，很多重写和改进的工具                 |
| 11.0 | 2023年5月11日 | Ephemerons，SIMD，更有效的闭包，改进的工具         |
| 12.0 | 2024年4月26日 | 新的调试点系统，新的类定义，持久空间               |

## 学习Pharo
Pharo有一个活跃的社区和宽松的MIT许可。学习Smalltalk程序语言的利器，是两本介绍Pharo的书。第一本书为《Pharo by Example》 ，免费下载。第二本书是《Deep into Pharo》，免费下载。
初学者最好的体验Pharo的方法是在其官方网站下载一站式版本。

## Pharo的使用
Pharo意在开发为公司和研究人员开发一个现代Smalltalk。作为示例，Pharo用于开发Seaside，一个Web应用框架。Pharo有两个支持机构，面向公司的Pharo财团，和面向用户的Pharo协会。

### 公司和咨询
一些公司在开发中使用Pharo，典型例子为：
- Seaside，动态Web开发[28]
- Zinc，服务器架构[29]
- Moose，分析所有程序语言的数据和软件[30]
- 图形库，用于演化的用户界面
- Roassal，用于可视化数据[31]

## 虚拟机
Pharo的虚拟机几乎完全用Smalltalk语言打造。自2008年，Pharo的虚拟机的表现接近最快的Smalltalk虚拟机。